# Кегумс
Кегумс (латис. Ķegums, нім. Keggum) — місто в центрі Латвії.

## Назва
- Кегумс (латис. Ķegums;  вимова)
- Кеггум (нім. Keggum)

## Історія
Хоча сучасна забудова Кегумса розпочалася разом із будівництвом Кегумської ГЕС, околиці були заселені ще раніше. Нинішня вулиця Лачплеша колись була дорогою до Рауценфельдської (Кегумської) мизи, яка була затоплена після спорудження ГЕС.
Кегумс почав формуватися як населений пункт лише в 1936 році у зв’язку з будівництвом Кегумської ГЕС. Перші будинки для працівників електростанції були зведені на теперішній вулиці Школи та в Липовій алеї. Свою назву місто отримало від Кегумських порогів, які раніше існували на цій ділянці Даугави й були пізніше затоплені. Небезпечні Кегумські пороги та течії згадує також Андрейс Пумпурс в епосі «Лачплесис». У давнину Даугава була важливим торговельним шляхом — нею до Риги плавали і російські купці. За місцевими переказами, російські плітники й човнярі, наближаючись до небезпечних порогів, вигукували «Тягом, тягом!», аби скоординованими діями уникнути аварій.
Спочатку Кегум входив до складу Рембатської волості. У 1949 році Кегуму було надано статус робітничого селища і включено до новоствореного Огреського району. У 1960 році, після ліквідації Балдонського району, до Кегума приєднали Томську округу — майбутню сільську територію Кегумського міста. У 1978 році до Кегума почали курсувати електрички. У 1993 році, з ліквідацією статусу селища міського типу, Кегум отримав статус міста.
Унаслідок створення Кегумського водосховища було затоплено близько 13 км² земель. Вода зачепила понад 400 господарств, з яких повністю затоплено було 50. Уряд Латвії виплатив компенсації власникам за відчужене майно — землю, будівлі тощо, оскільки країна гостро потребувала електроенергії, а Кегумська ГЕС тоді була найбільшою серед 63 гідроелектростанцій Латвії. Будівництво Кегумської ГЕС тривало з 1936 по 1940 рік, його здійснювала шведська компанія Svenska Entreprenad A.B.. У жовтні 1944 року, під час відступу, німецькі війська підірвали ГЕС, але до 1947 року її було відновлено та розширено. Велика заслуга у збереженні та відновленні ГЕС належала директору електростанції Павілу Красовському.